# Haut-Vully
Pour les articles homonymes, voir Vully.

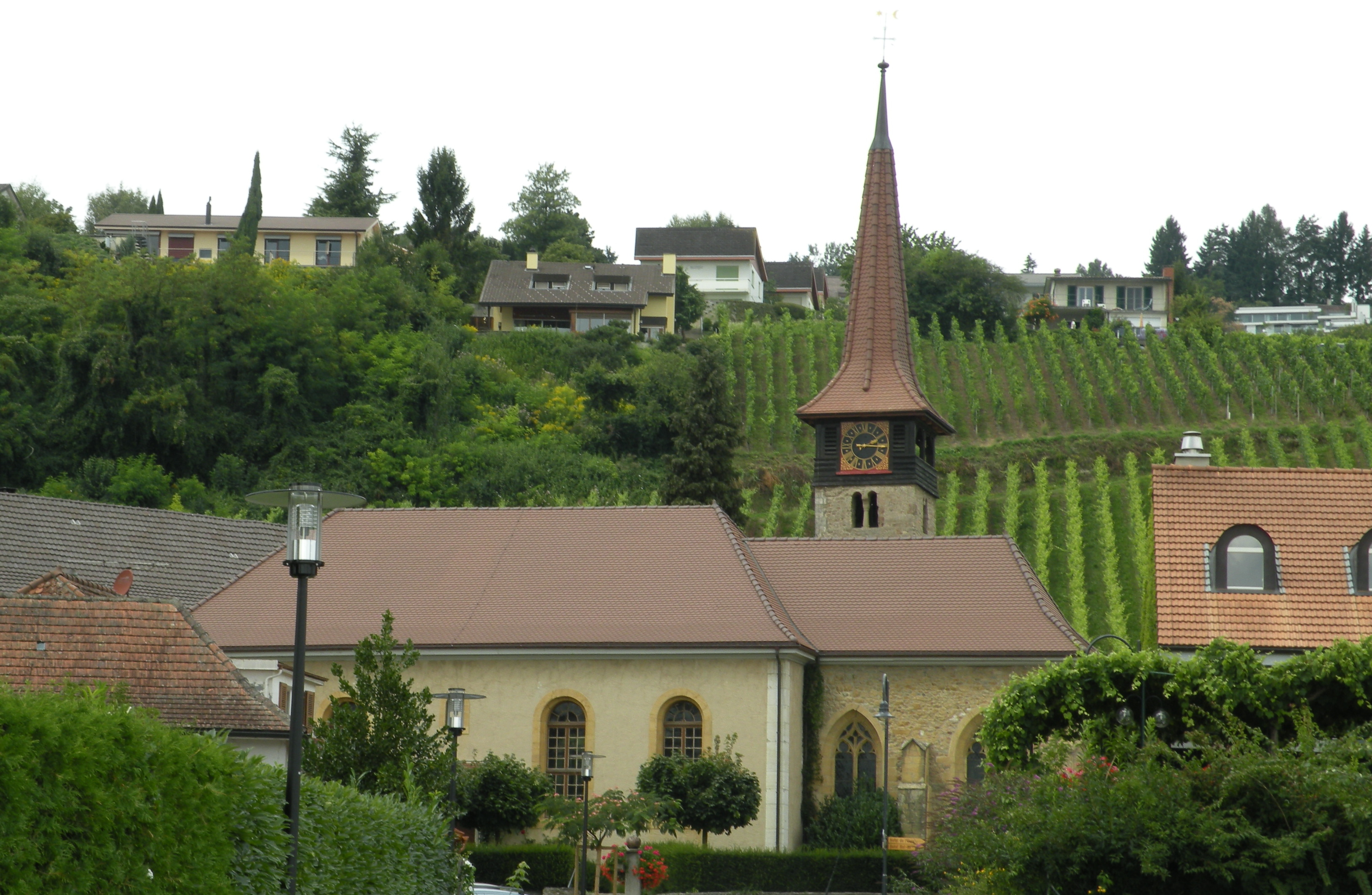
Église de Môtier à Haut-Vully

Haut-Vully est une ancienne commune suisse du canton de Fribourg, située dans le district du Lac. La commune s'appelait officiellement Vully-le-Haut jusqu'en 1977.

## Histoire
Le 1er janvier 2016, la commune a fusionné avec sa voisine de Bas-Vully pour former la nouvelle commune de Mont-Vully.

## Géographie
L'ancienne commune du Haut-Vully se situe à 3,5 km au nord de Morat et possède une rive de près de 3 km sur le lac de Morat, du ruisseau de Forel (ouest) à Praz. Le territoire de la commune s'étend de la rive de lac de Morat au Grand marais, en passant par les deux versants du Vully. Le versant sud est principalement planté en vigne, alors que le versant nord est boisé (Bois du Mont). Tous les villages formant la commune du Haut-Vully sont situés au sud du Vully, à l'exception du hameau de Joressens (465 m), surplombant la plaine de Cudrefin. Les autres villages de la commune sont Lugnorre (507 m), sur une terrasse au sud-ouest du Mont Vully, Môtier (434 m), au pied du Vully sur la rive du lac de Morat, Mur (485 m), pour sa partie est, et Guévaux (439 m), en partie également. Les deux derniers sont, en effet, partagés avec la commune de Vully-les-Lacs. 
Selon l'Office fédéral de la statistique, la commune mesurait 758 ha. 13,1 % de cette superficie correspond à des surfaces d'habitat ou d'infrastructure, 70,5 % à des surfaces agricoles, 13,2 % à des surfaces boisées et 3,2 % à des surfaces improductives.

## Démographie
Selon l'Office fédéral de la statistique, Haut-Vully compte 1 375 habitants en 2022. Sa densité de population atteint 181 hab./km2.
Le graphique suivant résume l'évolution de la population de Haut-Vully entre 1850 et 2008 :

## Langues
Un tiers des habitants, d'origine bernoise pour la plupart, parlent suisse-allemand.

## Tourisme
Les grottes de la Lamberta, situées au-dessus des villages de Praz et Môtier, sont un vestige de la Première Guerre mondiale.

## Transports
La sortie de l'autoroute A1 à Morat se situe à environ 8 km. Les gares les plus proches sont celles de Sugiez, Ins et Morat. Un service de bateaux relie Môtier à Morat.

## Personnalités
La commune est le lieu de résidence du champion cycliste Cadel Evans, et de Kathrin Leisi championne suisse SBU 2005 et victorieuse de multiples prix en mixages internationaux de cocktails.